# Ludwig Christian Gottlieb Strauch
Ludwig Christian Gottlieb Strauch (* 24. Juli 1786 in Hamburg; † 27. März 1855) war ein deutscher evangelisch-lutherischer Geistlicher und Hauptpastor an der Hamburger St.-Nikolai-Kirche.

## Werdegang
Nach Besuch der Gelehrtenschule des Johanneums in Hamburg studierte Strauch Theologie und Philosophie an der Universität Göttingen. Sein Studium schloss er mit der Promotion zum Dr. phil. ab. Er wurde Lehrkraft an seiner früheren Schule, zunächst als Hilfslehrer, dann als ordentlicher Lehrer und schließlich als Professor und fand bei dieser Tätigkeit auch Gelegenheiten, Predigten zu halten.
Aufgrund seiner Begabung als Prediger wurde er 1819 Hauptpastor an der Hamburger St.-Nikolai-Kirche. Nach dem Tode August Jacob Rambachs 1851 folgte Strauch ihm im Amt des Seniors des Hamburger Geistlichen Ministeriums.

## Positionen und Auseinandersetzungen
Strauch war Mitbegründer des Hamburger evangelischen Missionsvereins und der Gustav-Adolf-Stiftung. In Religionsfragen vertrat er entschieden die klassischen Lehren der evangelisch-lutherischen Kirche, war jedoch aufgeschlossen gegen Andersgläubige. Nachdem sich der Hamburger Missionsverein mit anderen 1836 zur Norddeutsche Missionsgesellschaft zusammengeschlossen hatte, an der lutherische und evangelisch-reformierte Christen beteiligt waren, verteidigte Strauch diese Union gegen den radikalen Lutheraner Matthias Heyn, der unter Protest ausgetreten war.
Einen handfesten Streit begann Strauch jedoch mit Johann Gottfried Gurlitt, einem Verfechter des theologischen Rationalismus und Leiter der Gelehrtenschule des Johanneums, mithin Strauchs Lehrer. Gurlitt, enttäuscht von ehemaligen Schülern, die sich vom Rationalismus gelöst und neu-evangelischen Strömungen angeschlossen hatten, hielt seinen Abiturienten 1822 eine Brandrede zugunsten des Rationalismus, bei der er die Vertreter der orthodox-lutherischen Richtung und der Erweckungsbewegung scharf angriff. Strauch, der als Hauptpastor von Amts wegen zugegen war, fühlte sich persönlich beleidigt und beschwerte sich beim Hamburger Senat. Der Streit erhielt überregionales Interesse; Gurlitt gab seine Rede in Druck. Der mehrheitlich rationalistisch gesinnte Senat gab Strauch nicht recht, sondern gab für beide Seiten missverständliche Erklärungen ab. Strauch verfasste daraufhin eine Schrift, in der er seine Position noch einmal darlegte.

## Familie
Strauch, Sohn eines Kornverwalters, war verheiratet mit Marie Charlotte Wilhelmine von Mengershausen; aus der Ehe gingen neun Kinder hervor.

## Ehrungen
- Ehrendoktor der Theologie der Friedrich-Wilhelms-Universität Berlin, 1839

## Schriften (Auswahl)
- Zur Berichtigung des Urtheils über eine hier gehaltene und im Druck erschienene Rede zur Empfehlung des Vernunftgebrauchs bei dem Studium der Theologie. Langhoff, Hamburg 1823 (Streitschrift gegen Johann Gottfried Gurlitt)
- Nachweis der Rechtfertigung für und von L. C. G. Strauch, Pastor zu St. Nicolai, Tramburgs Erben, Hamburg 1838 (Streitschrift gegen Matthias Heyn)